# Massacre de Douma (2015)
Em 16 de agosto de 2015, a Força Aérea da Síria, lançou greves atentados na cidade de Douma, Síria no nordeste de Damasco, matando pelo menos 96 pessoas e ferindo pelo menos outras 200 pessoas. O ataque é um dos mais violentos dos últimos quatro anos de história da Guerra Civil Síria.
De acordo com o Observatório Sírio para os Direitos Humanos, quatro mísseis separados foram disparados, que atingiu o principal mercado da cidade durante 3 horas. Segundo as notícias, os ataques aéreos iniciais foram seguidos por mísseis de superfície para terra que atingiram pessoas que tinham corrido para ajudar.
| “                                      | Eu entrei no mercado e os cadáveres estavam espalhados por toda parte, restos humanos jogados sobre os produtos e legumes, e sob cada caixa de tomates era um cadáver ou parte de um cadáver. | ” |
| — Bassam al-Hakeem, fotógrafo de Douma | |   |

Os corpos de sessenta vítimas do massacre foram enterrados em duas covas na noite de 16 de agosto de 2015.

## Declarações oficiais
Qatar - O Ministério dos Negócios Estrangeiros do Qatar disse em um comunicado que 
| “ | A continuação do regime de Assad para cometer crimes contra civis inocentes em flagrante desafio à consciência humana e ao direito internacional aumenta a complexidade da crise síria e coloca obstáculos significativos para alcançar uma solução política para a crise e também impede os esforços internacionais para alcançar a transição política com base na declaração de Genebra de 30 de junho de 2012. | ” |

 United Nations  - Rupert Colville, porta-voz do Alto Comissário da ONU para os Direitos Humanos, disse em um comunicado de imprensa que os ataques, 
| “ | Podem constituir um crime de guerra pelo qual os indivíduos podem ser responsabilizados criminalmente. | ” |

 EUA - Os ataques também foram condenados pelo Departamento de Estado dos Estados Unidos, que emitiu um comunicado de imprensa afirmando que os ataques:
| “ | Demonstram o desrespeito do regime Assad pela vida humana. | ” |